# Urrea de Jalón
Urrea de Jalón – gmina w Hiszpanii, w prowincji Saragossa, w Aragonii, o powierzchni 25,64 km². W 2011 roku gmina liczyła 396 mieszkańców.